# Vickers Valparaiso
Le Vickers Valparaiso était un bombardier léger biplan britannique des années 1920. Il a été conçu par Vickers comme un développement du Vickers Vixen pour l'exportation. Il fut vendu au Portugal et au Chili.

## Variantes
Type 93 Valparaiso I
Type 92 Valparaiso II
Type 168 Valparaiso III

## Opérateurs
Chili
- Force aérienne chilienne

 Portugal
- Force aérienne portugaise